# Євреї на Україні (книга)
«Євреї на Україні (історична довідка)» — книга-дослідження Матвія Шестопала написана в 1976 році і вперше надрукована в 1998 році. У книзі автор розповідає про звичаї та традиції єврейства від давнини до сучасності; на широкому фактичному матеріалі розглядає зокрема історичні пласти співжиття євреїв та українців, розмірковує над першопричинами так званого антисемітизму, подає свій погляд на сіонізм як різновидність расизму, спростовує міф про буцімто зоологічну ненависть до євреїв, якої в українського народу початково не було.

## Про автора
Матвій Михайлович Шестопал (народився 07 листопада 1917 р. - †1986) — колишній викладач, доцент, в 1955-57 рр. декан факультету журналістики університету імені Тараса Шевченка, кандидат філологічних наук. Закінчив аспірантуру при Інституті мистецтвознавства, фольклору та етнографії. Колишній офіцер, учасник ІІ світової війни з 1941 по 1945 рік, про нього згадує у книзі мемуарів Ілля Еренбург
В березні 1965 році Матвія Шестопала було звільнено з університету імені Тараса Шевченка за націоналістичні погляди.

## Історія та мотивація написання
Український філолог, професор Василь Яременко розповідає, що до нього праця потрапила із «Самвидаву» в жовтні 1976 року для прочитання і побажань. Але нові арешти, переслідування інтелігенції і смерть автора спонукали його сховати рукопис, i тільки через 22 роки він повернув його людям, запрошуючи представників єврейської громади до розмови. I не лише їх.
Василь Яременко також стверджує, що поштовхом до написання стали зіткнення М.Шестопала з організованим єврейством у стінах Київського університету, і він взявся з'ясовувати, яку роль відігравало єврейство не в долі окремої людини, а — цілого народу. Василь Яременко вважає, що особисту образу Матвій Шестопал відсунув на задній план і щоб зробити правильні висновки, він вивчає історичні пласти співжиття євреїв та українців, підіймає масу історичних документів, які з'ясовують першопричини не ксенофобії (ворожого ставлення до чужого), а фізичного нищення людей єврейської національності в часи Хмельниччини та й в інші історичні епохи. На думку В.Яременка автора цікавлять не кінцеві результати — юдофобія, різанина, погроми, а те, що їх спричинило. Які першопричини так званого антисемітизму? Чому українському народові інкримінується зоологічна ненависть до євреїв, якої, насправді, в українського народу не було й немає сьогодні? Які наслідки, як із гіркотою пише М. Шестопал, єврейського жирування в Україні? За які «невинні витівки» євреїв виганяли з Іспанії, з інших європейських країн, а за Володимира Мономаха в XII ст. — із Русі-України? Виганяли, але «слизький і влізливий» (слова І. Франка) єврейський елемент знову заполонив українські землі. Автора цікавило, чому від євреїв чуємо стільки образ на адресу українського народу, а вони його не полишають і заводнюють, заводнюють Україну.

## Структура
Книга складається з передмови Василя Яременка «Плекаймо справжню дружбу», та шести розділів, кожний з которих має список посилань на джерела.
В першому розділі автор розглядає історію появи євреїв на території України та їх традиційні заняття.
У другому розділі він з'ясовує питання про характер єврейських поселень на Україні та особливості їх взаємовідносин з українцями та іншими народами.
У третьому розділі М.Шестопал досліджує вплив євреїв на економічні процеси в Україні.
Четвертий розділ присвячений аналізу причин антисемітизму та спеціфічного ставлення до євреїв в різних країнах.
В п'ятому розділі автор звертається до теми участі євреїв в організації та участі в жовтневому перевороті, встановлює причини та наслідки Голодомору та репресій 30-х років, наводить підстави початку боротьби з «безродними космополітами».
В щостому розділі автор характеризує прагнення та ідеологію міжнародного сіонізму, розмірковує над національною і релігійною відособленістю євреїв.

## Зміст
Відносини між євреєми та українцями ще з давніх часів мали складний характер. М.Шестопал пише:
| ...коли прибув Мономах і втихомирив заколот, “киевляне просили его всенародно об управе на жидов, что отняли все промыслы христианам и при Святополке имели большую свободу и власть, чрез что многие купцы и ремесленники разорились; они же многих прельстили в свой закон и поселились домами между христианы, чего прежде не бывало”. Перебуванню євреїв на Русі поклала край постанова князів на Видубецькому з’їзді “об изгнании из земли русской всех жидов”. Незважаючи на цю постанову, євреї знову проникли в Київ і поширилися по всьому тутешньому краю. Занепад загального життя в епоху татарщини майже зовсім не торкнувся становища євреїв. Вони не тільки “не исчезли на территории Южной Руси”, пише Житецький, а, навпаки, “оказываются в числе сборщиков дани, которая собиралась для монгольских ханов с туземного населення”. “В эту раннюю эпоху южнорусской истории, именно в XI-XIII веках, уже отчетливо вырисовываются особенности южнорусского еврейства и те ненормальные экономические отношения евреев к туземному населению, какие потом уже резко выступают в XVI и XVII столетиях”. |
Автор стверджує, що євреї мали великий вплив на всі аспекти життя в Україні: 
| За своєю чисельністю євреї стояли на третьому місці після українців і росіян на сході та півдні України, на третьому ж місці після українців і поляків на заході краю. Така значна маса народу, у всьому відмінного від корінного населення, не могла не мати великого впливу на його побут, звичаї, засоби існування. Але справа не стільки в національних чи віросповідних особливостях євреїв, скільки в тому, що вони у своїй масі були зайняті не в сфері матеріального виробництва, а в сфері обігу та кредиту і таким чином жили фактично з чужої праці. |
На думку М. Шестопала, особливість економічних процесів в Україні полягала в тому, що нагромадження капіталу відбувалося не в руках українців, а в руках їхніх інонаціональних i, зокрема, єврейських експлуататорів: 
| Це, отже, є разом з тим класичним зразком колоніального пограбування українського народу. Цей неприємний для колонізаторів факт і намагаються приховати, розглядаючи явища поза часом і простором. |
Автор досить відверто оцінює те що сталося з євреями під час Другої світової війни (на час написання книги поняття «голокост» ще не було введено в оборот):

| Трагедії 1941 р. могло б і не бути, якби київські євреї не вирішили одкупитися од фашизму, од війни взагалі. Одна річ вимога виїзду в Ізраїль сьогодні - вона справедлива, а тому законна. Інша річ - намагання виїхати в Палестину в той час. То була не просто спроба до втечі, а пряма зрада українців, росіян і всіх радянських людей, які спливали кров’ю в боротьбі з фашизмом. До таких жертв - дезертирів, людей, що хотіли проскочити в щілину між миром і війною, а потрапили в пастку, - ставлення зовсім інше. З такою ж безсоромністю була роздута після другої світової війни проблема переміщених осіб - євреїв і не євреїв (останніх було незрівнянно більше), яка виникла в Європі внаслідок гітлерівської агресії і політики геноциду. “С самого начала, - зазначається в літературі, - она была умышленно драматизирована. После освобождения перемещенные евреи находились не в худшем положении, нежели перемещенные лица других национальностей. Но именно о перемещенных евреях было столько шума”. Така на ділі легенда про “нечувані” страждання євреїв, яку всіляко афішують єврейські шовіністи, аби створити навколо єврейського імені ореол “мучеництва” i в такий спосіб ухилитися від справедливих докорів на свою адресу. Спекуляція на стражданнях, справжніх чи вигаданих, особливо ж експлуатація пам’яті загиблих, так само як і мародерство, - річ аморальна й блюзнірська. Вона заслуговує осуду, а не співчуття. |
М.Шестопал так описує різку зміну відношення до євреїв в СРСР: 
| Євреї святкували перемогу. До їхніх послуг були перші місця в житті, кращі посади по службі, зручніші й просторіші квартири в аристократичних кварталах міст, пільгові курорти, санаторії, лікарні і всі можливі блага навіть такої азіатської цивілізації, як наша. I все це вважалося нормальним, так би мовити, особливим варіантом пролетарського інтернаціоналізму. Так тривало б, можливо, досить довго, якби не події другої світової війни, які активізували інтерес до євреїв у всьому світі. В СРСР спробували також глянути на них без рожевих окулярів. Глянули і вжахнулись: під рядюжкою фальшивого інтернаціоналізму лежав той самий єврейчик-пройдисвіт, по суті злодій і грошолюб, якого висміяв ще Карл Маркс. Початок цього прозріння пов’язаний з ім’ям секретаря ЦК ВКП(б) Олександра Сергійовича Щербакова. Звичайно, він діяв не без відома Сталіна, симпатії якого, як свідчить його дочка Світлана, були не на боці євреїв. Якось у роки війни розгніваний Щербаков приїхав у московську редакцію газети “Красная звезда”. Коли зібрався весь колектив, що складався, звичайно, з євреїв, він вичитав їм, кому що належало, далі грюкнув кулаком по столу і на додачу пообіцяв: “Я цю синагогу розжену!..” Обіцяного довго ждати не довелося. Але головне полягало не в скороченні штатів редакції чи заміні поганих працівників, яких чекала посилка у низову пресу. Йшлося про щось набагато важливіше: про зміну в ставленні до євреїв взагалі, про крутий поворот у політиці партії і держави, i на це дуже виразно натякало оте зловісне слово “синагога”. Щоб мати вільними руки при розв’язанні такого складного питання, а заодно позбавити впливових радянських євреїв можливості апелювати до зарубіжної громадськості, в 1934 р. передбачливо був розпущений Комінтерн. Тим більше що стараннями комуністів-сіоністів він, по суті, був перетворений зі штабу революційних дій на своєрідну міжнародну “синагогу”. Звичайно, були й інші причини розпуску Комінтерну, але названа не була останньою. Подув нового вітру дійшов у найдальші закутки країни і змусив багатьох по-новому глянути на євреїв. Отже, не такі вже вони святі та божі, не такі правовірні марксисти і не такі всесильні, за яких себе видавати. До того ж вони ще й антипатріоти: свою роль відіграв судовий процес над євреями-лікарями, звинуваченими в дійсному чи приписуваному їм отруюванні видатних діячів Союзу. Словом, почалася своєрідна “переоцінка цінностей”. |
М. Шестопал стверджує, що сіонізм як різновид расизму виробив випробувану методологію: повна зневага до народу, серед якого єврейство розселяється та звинувачення в антисемітизмі (через це весь світ заражений антисемітизмом: погані аборигени чомусь недолюблюють хороших зайшлих богообраних євреїв). Сіонізм вимагає віднаходити засоби визиску місцевої людності: в минулому через споювання в єврейських шинках і надмірні відсотки (лихварство), через пряме здирство (орендарі, прикажчики в панських маєтках, економи, лікарі, правники), а за нашого часу — через торгівлю, фінансово-банківську сферу, відверте шахрайство та злодійство.
М. Шестопал пише в книзі, що українська інтелігенція може зрозуміти й підтримати сіонізм тільки в значенні єврейського патріотизму, але не єврейського расизму, що прагне до світового панування, виношує маніакальні ідеї богообраності, національної винятковості. Автор вважає, що держава і громадськість мусять регламентувати масове проникнення особливо небезпечного сіоністичного елементу в органи верховної влади, у фінансову сферу держави і в засоби масової інформації і задається питанням — невже українські можновладці не засвоїли уроків 20-30-х років, коли уряд, НКВД, всі каральні органи України були на 90 відсотків у руках євреїв?
М. Шестопал запевняє, що українці за відродження єврейської культури в Україні, але проти відродження єврейського ЧК, ГПУ, НКВД, єврейських «трійок», навіть якщо вони будуть одягнені в українські вишиванки і говоритимуть чистою українською мовою.
Проаналізувавши численні факти, М. Шестопал робить, на думку В.Яременка, єдино правильний висновок, що не національність і не релігія, а паразитарний спосіб життя євреїв був головною причиною всіх їхніх непорозумінь з корінним населенням країни проживання — народ-абориген карав злочинців, а не єврейський народ.
У своїй праці Матвій Шестопал з'ясовує методологію сіоністичної ідеології. Так, М. Шестопал для довідки про работоргівлю, якою євреї займалися ще в Античні часи і Середньовіччі, знаходить документальні свідчення. Євреї кастрували слов'ян і продавали в гареми багатих мусульман для виконання обов'язків євнухів, а вродливих дівчат з Русі продавали в гареми для розтління.
Щодо української історії, М.Шестопал пише: 
| Замітаючи сліди своєї антинародної діяльності на Україні, євреї з допомогою різних підголосків грубо перекручують історичний процес, фальсифікують минуле, підтасовують факти, часом зовсім їх ігнорують. При цьому вони перуть своє брудне минуле, а помиї безцеремонне виливають на голови інших. Українські ж чиновники від науки, втративши будь-яке почуття національної гідності, акуратно списують з єврейських шпаргалок і думають, що роблять патріотичну справу. Драгоманов називав такий метод не “історіописанням”, а “історіоробленням”, при якому виходить з брехні брехня, з пакості пакість”. |

## Публікації
- Матвій Шестопал. Євреї на Україні (історична довідка)/Київ 1998 "Оріяни" ISBN 966-608-191-1 : ББК 63.3[недоступне посилання з червня 2019]

### Он-лайн
- Матвій Шестопал ЄВРЕЇ НА УКРАЇНІ (історична довідка) [Архівовано 17 жовтня 2011 у Wayback Machine.] EXLIBRIS: українська електронна бібліотека

### Завантажити
- М.М. Шестопал / М.М. Шестопал - Євреї на Україні / Евреи в Украине [1998, DOC, UKR] [Архівовано 4 березня 2016 у Wayback Machine.]